# Jean-Manuel de Portugal (1537-1554)
 (septembre 2019).
Si vous disposez d'ouvrages ou d'articles de référence ou si vous connaissez des sites web de qualité traitant du thème abordé ici, merci de compléter l'article en donnant les références utiles à sa vérifiabilité et en les liant à la section « Notes et références ».
Titre
Prince héritier de Portugal
1539 – 2 janvier 1554
Jean-Manuel, prince de Portugal, né à Evora le 3 juin 1537, mort à Lisbonne le 2 janvier 1554.

## Biographie
Huitième enfant de Jean III et de Catherine de Castille, Jean-Manuel devient héritier du trône en 1539, après la mort de ses frères aînés. Il ne régna pas car il meurt trois ans avant son père. Né posthume dix-huit-jours après sa mort, son unique enfant Sébastien Ier succéda à son grand-père Jean III.

## Mariage et descendance
Jean-Manuel de Portugal épousa à Toro le 7 décembre 1552 sa double cousine l'archiduchesse Jeanne d'Autriche, infante d'Espagne (1535-1573), fille de l'empereur et roi Charles Quint et d'Isabelle de Portugal.
De cette union naquit un enfant unique né posthume :
- Sébastien Ier